# Zrcadlo (loď)
Zrcadlo je ploché ukončení lodní zádě. Do konstrukce lodí byl tento prvek zaveden v 16. století. Bylo typickým novým prvkem galeon a později dalších typů lodí. Zrcadlo totiž umožnilo ve srovnání s dřívějším zakulaceným ukončením lodí na zadním vazu zjednodušit a zpevnit konstrukci. U velkých lodí bylo zrcadlo v horní části bohatě zdobeno.
Zrcadlo zakončuje i záď některých moderních plavidel.